# Korea Open Tennis Championships 2022 - Qualificazioni singolare maschile
Le qualificazioni del singolare maschile del Korea Open Tennis Championships 2022 sono state un torneo di tennis preliminare per accedere alla fase finale della manifestazione svolte dal 25 al 26 settembre 2022. I vincitori dell'ultimo turno sono entrati di diritto nel tabellone principale. In caso di ritiro di uno o più giocatori aventi diritto a queste sono subentrati i lucky loser, ossia i giocatori che hanno perso nell'ultimo turno ma che avevano una classifica più alta rispetto agli altri partecipanti che avevano comunque perso nel turno finale.

## Teste di serie
1. Nicolás Jarry (qualificato)
2. Elias Ymer (primo turno)
3. Ryan Peniston (ultimo turno, lucky loser)
4. Kaichi Uchida (spostato al tabellone principale)

1. Wu Tung-lin (qualificato)
2. Dalibor Svrčina (primo turno)
3. Aleksandar Kovacevic (ultimo turno, lucky loser)
4. Yosuke Watanuki (qualificato)

## Qualificati
1. Nicolás Jarry
2. Chung Yun-seong

1. Wu Tung-lin
2. Yosuke Watanuki

### Lucky loser
1. Aleksandar Kovacevic
2. Ryan Peniston

1. Hiroki Moriya
2. Shintaro Mochizuki

## Tabellone

### Sezione 1
|  | Primo turno | Primo turno          | Primo turno   | Primo turno | Primo turno |  |  | Ultimo turno | Ultimo turno         | Ultimo turno         | Ultimo turno | Ultimo turno |  |
|  |             |                      |               |             |             |  |  |              |                      |                      |              |              |  |
|  | 1           | Nicolás Jarry        | Nicolás Jarry | 6           | 6           |  |  |              |                      |                      |              |              |  |
|  | PR          | Tatsuma Itō          | Tatsuma Itō   | 2           | 1           |  |  | 1            | Nicolás Jarry        | Nicolás Jarry        | 7            | 6            |  |
|  |             | Sho Shimabukuro      | 7             | 3           | 2           |  |  | 7            | Aleksandar Kovacevic | Aleksandar Kovacevic | 6            | 3            |  |
|  | 7           | Aleksandar Kovacevic | 63            | 6           | 6           |  |  |              |                      |                      |              |              |  |

### Sezione 2
|  | Primo turno | Primo turno        | Primo turno | Primo turno | Primo turno |  |  | Ultimo turno | Ultimo turno       | Ultimo turno       | Ultimo turno | Ultimo turno |  |
|  |             |                    |             |             |             |  |  |              |                    |                    |              |              |  |
|  | 2           | Elias Ymer         | 6           | 4           | 3           |  |  |              |                    |                    |              |              |  |
|  |             | Shintaro Mochizuki | 1           | 6           | 6           |  |  |              | Shintaro Mochizuki | Shintaro Mochizuki | 5            | 4            |  |
|  |             | Chung Yun-seong    | 6           | 4           | 6           |  |  |              | Chung Yun-seong    | Chung Yun-seong    | 7            | 6            |  |
|  | 6           | Dalibor Svrčina    | 3           | 6           | 1           |  |  |              |                    |                    |              |              |  |

### Sezione 3
|  | Primo turno | Primo turno   | Primo turno   | Primo turno | Primo turno |  |  | Ultimo turno | Ultimo turno  | Ultimo turno  | Ultimo turno | Ultimo turno |  |
|  |             |               |               |             |             |  |  |              |               |               |              |              |  |
|  | 3           | Ryan Peniston | Ryan Peniston | 7           | 6           |  |  |              |               |               |              |              |  |
|  | WC          | Lee Jea-moon  | Lee Jea-moon  | 5           | 3           |  |  | 3            | Ryan Peniston | Ryan Peniston | 5            | 2            |  |
|  | WC          | Lee Duck-hee  | 6             | 4           | 5           |  |  | 5            | Wu Tung-lin   | Wu Tung-lin   | 7            | 6            |  |
|  | 5           | Wu Tung-lin   | 4             | 6           | 7           |  |  |              |               |               |              |              |  |

### Sezione 4
|  | Primo turno | Primo turno        | Primo turno        | Primo turno | Primo turno |  |  | Ultimo turno | Ultimo turno    | Ultimo turno | Ultimo turno | Ultimo turno |  |
|  |             |                    |                    |             |             |  |  |              |                 |              |              |              |  |
|  | Alt         | Treat Conrad Huey  | Treat Conrad Huey  | 4           | 1           |  |  |              |                 |              |              |              |  |
|  |             | Hiroki Moriya      | Hiroki Moriya      | 6           | 6           |  |  |              | Hiroki Moriya   | 6            | 63           | 2            |  |
|  | Alt         | John-Patrick Smith | John-Patrick Smith | 3           | 1           |  |  | 8            | Yosuke Watanuki | 3            | 7            | 6            |  |
|  | 8           | Yosuke Watanuki    | Yosuke Watanuki    | 6           | 6           |  |  |              |                 |              |              |              |  |